# Erebochlora schausi
Erebochlora schausi là một loài bướm đêm trong họ Geometridae.